# Torre de Velayos
Torre de Velayos es una entidad de población española, hoy día despoblada, del municipio de Berrocal de Huebra, perteneciente a la provincia de Salamanca, en la comunidad autónoma de Castilla y León.

## Historia
Hacia mediados del siglo XIX, el lugar, ya por entonces perteneciente al municipio de Berrocal de Huebra, tenía contabilizada una población de 24 habitantes. Aparece descrito en el decimoquinto volumen del Diccionario geográfico-estadístico-histórico de España y sus posesiones de Ultramar de Pascual Madoz con las siguientes palabras:

TORRE DE VELAYOS: alq. en la prov. de Salamanca, part. jud. de Sequeros, térm. municipal de Berrocal de Huebra, pobl.: 4 vec.. 24 alm.
(Madoz, 1849, p. 70)

En 2023, la entidad singular de población de Torre de Velayos tenía empadronados 0 habitantes.